# Picot negre becclar
El Picot negre becclar (Campephilus guatemalensis) és una espècie d'ocell de la família dels pícids. Habita la selva humida, clars, bosc obert i vegetació secundària a les terres baixes d'ambdues vessants de Mèxic i Centre-amèrica, des de sud-est de Sonora, San Luis Potosí i sud de Tamaulipas cap al sud fins l'oest de Panamà.